# 학의 날개들
학의 날개들은 대한민국의 음악 그룹이다. 2011년 정규 앨범 《학의 날개들 1집 - 사랑》으로 정식 데뷔했다.

## 방송
- 제3회 극동방송 복음성가경연대회 (1984) - 인기상
- 제22회 극동방송 복음성가경연대회 (2011) - 대상